# Women (canción)
«Women» (en español: Mujeres) es una canción de la banda de rock inglesa Def Leppard. Fue lanzada en agosto de 1987 como el primer sencillo del álbum Hysteria.
La canción relata la caída del hombre, siguiendo más El paraíso perdido que la biblia, alabando a las mujeres y justificándolas: «Hombres: ¡no pueden vivir sin ellas!».

## Historia

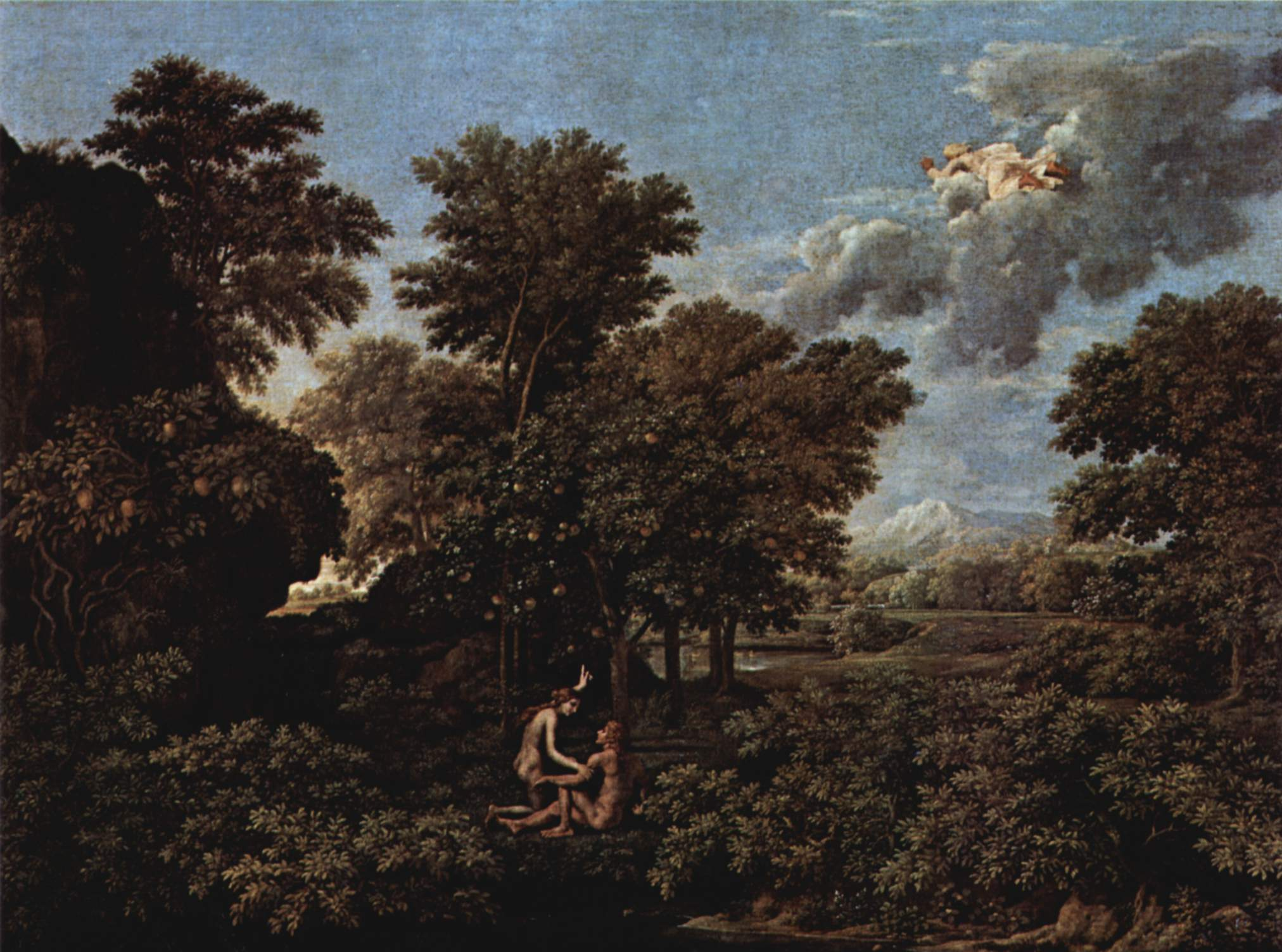
La letra está inspirada en el Edén.

El lado B del sencillo, «Tear It Down», fue escrito durante una sesión de grabación después de la finalización del álbum Hysteria, donde la banda estableció varias pistas destinadas a ser caras B para los sencillos de Hysteria. Posteriormente, la canción en sí recibió difusión en la radio y más tarde fue interpretada por la banda en vivo en los MTV Video Music Awards de 1989.
La banda más tarde regrabó "Tear It Down" para el álbum Adrenalize. Philip "Art School" Nicholas – teclados.
Es el único de los siete sencillos de Hysteria que no aparece en la compilación Vault - Def Leppard Greatest Hits (1980-1995). Sin embargo, si está incluido en el disco 2 de Rock of Ages: The Definitive Collection.

### Letras
One part love, one part wild, one part lady
I give you hair, eyes, skin on skin, legs: What's that spell?
Women, women all around the world. Oh, we can't live without them!
Era una parte amor, una parte salvaje, una parte amante
Te doy cabello, ojos, piel sobre piel, piernas, muslos: ¿Qué es ese hechizo?
Mujeres, mujeres en todo el mundo ¡Oh, no podemos vivir sin ellas!

## Videoclip
El video musical fue el primero filmado con el baterista Rick Allen amputado, tras perder su brazo izquierdo en una colisión de automóviles.
La banda toca en un almacén abandonado, un niño anda en skate y lee una historieta: Def Leppard and the Women of Doom! En ella el protagonista, Def Leppard, viaja a un planeta distante y lucha contra alienígenas malvados para liberar robots femeninos.
El videoclip fue subido a YouTube de manera oficial en agosto de 2012 y contaba más de 7.2 millones de visualizaciones en diciembre de 2021.

## Rendimiento en listas
| Listas (1987)                          | Posición más alta |
| -------------------------------------- | ----------------- |
| Australia (Informe de Música del Kent) | 100               |
| Estados Unidos (Billboard Hot 100)     | 80                |
| Estados Unidos (Mainstream Rock)       | 7                 |